# 国家荒野保护体系

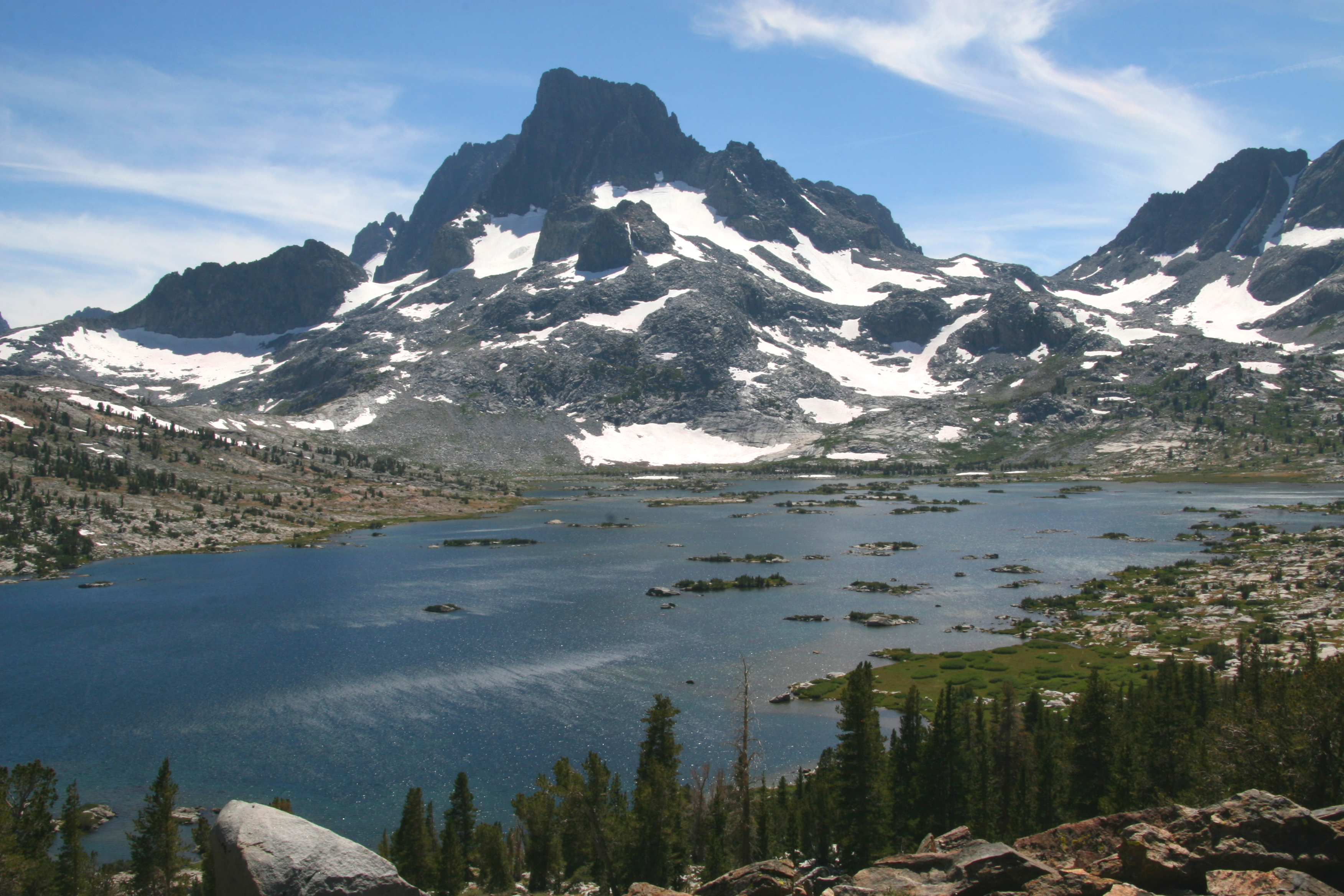
《荒野条例》保护诸多纯天然的生态系统，如安塞尔·亚当斯荒野保护区。

国家荒野保护体系（简写作NWPS）是美国为在自然条件下保育联邦管控的荒野区域而设立的一套体系。在联邦管理的荒野地区中，任何活动都受到该体系的管控。荒野地区的管理由四个不同的联邦土地管理机构进行：美国国家公园管理局、美国国家森林局、美國魚類及野生動物管理局和美国土地管理局。其中，“荒野”一词被定义为“土地、生态不受人类活动的限制的地区，人类在该地区只作为访客而非永久居民”，以及“受保护的未开发的联邦土地，保有其原始的自然生态环境，人类活动在此地不会留下永久性痕迹”。截至2015年，美国共有765片荒野地区，占地总面积109,129,657英畝（44,163,205公頃），占美国总面积的4.5%。